# Zlatý vrch (mikroregion)
Zlatý vrch je dobrovolný svazek obcí v okresu Písek, jeho sídlem jsou Ražice a jeho cílem je ochrana společných zájmů a zmnožení sil a prostředků při prosazování záměrů přesahujících svým rozsahem a významem účastnickou obec. Sdružuje celkem 7 obcí a byl založen v roce 2004.

## Obce sdružené v mikroregionu
- Dobev
- Drahonice
- Heřmaň
- Kestřany
- Putim
- Ražice
- Skály